# 盛侅
盛侅（1429年—？），字汝愚，直隸蘇州府吳江縣人，明朝政治人物。

## 生平
應天鄉試第六十四名舉人，天順四年（1460年）中式庚辰科會試第一百二十九名，三甲第六十五名進士。

## 家族
來自平江盛氏家族。曾祖盛嗣初；祖父盛景華；父盛寅，太醫院御醫。